# Triphenylzinn-Verbindungen
Triphenylzinn-Verbindungen (abgekürzt TPT nach englisch Triphenyltin, weiterhin auch als „Fentin“verbindungen bezeichnet) sind metallorganische Verbindungen des Zinns mit drei Phenylgruppen.

## Verwendung
Triphenylzinn-Verbindungen sind hochwirksame Biozide. Gemeinsam mit Tributylzinn-Verbindungen waren sie Bestandteil vieler Antifouling-Farben, die zum Schutz von Schiffen vor Bewuchs (bis ca. 1990) verwendet wurden. Außerdem werden sie als Fungizide in der Landwirtschaft eingesetzt, da sie unter anderem die Atmung von Pilzen durch Blockierung der oxidativen Phosphorylierung hemmen. In Deutschland wurde die Registrierung jedoch 2001 zurückgezogen. In der EU ist der Einsatz von zinnorganischen Verbindungen zum Unterwasseranstrich bei Schiffen seit 2003 verboten. Seit 2006 dürfen TPT-Verbindungen in der EU nicht mehr als Biozide vermarktet werden.

## Sicherheitshinweise
Bei Produktion und Anwendung gelangen sie in die Umwelt. TPT-Verbindungen sind lipophil und adsorbieren stark an Partikel. Sie werden in der Umwelt nur relativ langsam abgebaut und besitzen ein hohes Bioakkumulationspotenzial. Triphenylzinn-Verbindungen sind toxisch, reproduktionstoxisch und wirken als starke endokrine Disruptoren (androgene Wirkung).

## Vertreter
- Triphenylzinnhydrid
- Triphenylzinnhydroxid
- Triphenylzinnchlorid
- Triphenylzinnacetat